# Noel Beresford-Peirse
Noel Monson de la Poer Beresford-Peirse (22 december 1887 – 14 januari 1953) was een Britse legerofficier en Lieutenant-General tijdens de Tweede Wereldoorlog. 

## Biografie
Beresford-Peirse was de zoon van kolonel William John de la Poer Beresford-Peirse en Mary, dochter van Thomas Chambers of Aberfoyle, County Londonderry. Hij studeerde aan de Wellington College, Berkshire en aan de Royal Military Academy, Woolwich. Beresford-Peirse was drie keer getrouwd, namelijk in 1912, 1925 en 1929.
In 1907 werd Beresford-Peirse toegevoegd aan de Royal Artillery. Tijdens de Eerste Wereldoorlog diende hij in Mesopotamië, Frankrijk en België. Hij werd in dagorders genoemd en in 1918 onderscheiden met de Distinguished Service Order.
Na de Eerste Wereldoorlog bekleedde Beresford-Peirse tot 1929 diverse functies in de Royal Artillery in Frankrijk en Groot-Brittannië. Daarna bekleedde hij tot 1935 staf en administratieve functies in Groot-Brittannië. In 1937 werd hij voor speciale diensten in India gestationeerd en diende twee jaar als een instructeur aan de Hoofdofficierenschool in Belgaum in India. Hij was van 1939 tot 1940 brigadier van de Royal Artillery, Southern India Command en adjudant bij koning George VI.
Na het begin van de Tweede Wereldoorlog werd Beresford-Peirse benoemd tot commandant van de Artillery voor de Indische 4e Infanteriedivisie die toen in Egypte was gelegerd. In augustus 1940 kreeg hij het bevel over de divisie en nam deel in Noord-Afrika (Operatie Compass) en Soedan (Oost-Afrika Campagne).
In maart 1941 werd hij geridderd en onderscheiden met de benoeming tot Ridder Commandeur in de Orde van het Britse Rijk en op 14 april 1941 kreeg hij het bevel over de Western Desert Force (later hernoemd in het 13e Legerkorps). Hij werd door luitenant-generaal Alfred Reade Godwin-Austen vervangen. Hij voerde het bevel over de Britse troepen van oktober 1941 tot april 1942 en kreeg daarna het bevel over het Indische 15e Legerkorps en de Southern Army in India.
Beresford-Peirse was tussen 1945 en 1946 een Welfare General van de Indian Command. Hij ging op 13 juni 1947 met pensioen en ging bij het Regular Army Reserve of Officers. Hij stierf in 1953.

## Militaire loopbaan
- Second lieutenant: 18 december 1907[1]
- lieutenant: 18 december 1910[1]
- Captain: 30 oktober 1914[1]
- major: 5 december 1917[1]
- Lieutenant-colonel:  16 november 1935[1]
- Colonel: 1 januari 1932[1]
- Brigadier: 9 januari 1939[1]
- major-general: 5 augustus 1940[1]
- Lieutenant-general: 17 november 1942[1]

## Decoraties
- Ridder Commandeur in de Orde van het Britse Rijk op 4 maart 1941[1][2]
- Lid in de Orde van het Bad in 1 januari 1943[1][2][3]
- Orde van Voorname Dienst (Verenigd Koninkrijk) op 1 januari 1918 als Acting Major[1][2]
- Overwinningsmedaille (Verenigd Koninkrijk)[1]
- Britse Oorlogsmedaille[1]
- Hij werd driemaal genoemd in de Dagorders. Dat gebeurde op:
  - 12 maart 1918[1][2]
  - 1 april 1941[1]
  - 30 december 1941[1][2]